# Емилия Кауци Гонзага
Емилия Кауци Гонзага (на италиански: Emilia Cauzzi Gonzaga; * 1524, Мантуа, Маркграфство Мантуа; † 3 април 1573, Кремона) е италианска аристократка.

## Произход
Тя е извънбрачна дъщеря на Федерико II Гонзага (* 1500; † 1540), от 1519 г. маркграф и от 1530 г. първи херцог на Мантуа, от 1533 г. маркграф на Монферат, и на неговата метреса Изабела Боскети,наричана „Красивата Боскета“ (* 1500; † 1560), аристократка от Мантуа. Някои учени смятат, че баща й е Франческо Кауци от Калвизано, първи съпруг на майка й. Емилия има един брат:
- Алесандро (* 1520; † 1580), кондотиер, държавен съветник на херцога на Мантуа Феранте I Гонзага

Има и четири полубратя и три полусестри от брака на баща си, сред които Франческо III, 2-ри херцог на Мантуа и Монферат и съпруг на Катарина Австрийска, Изабела, вицекралица на Сицилия като съпруга на Франческо Фердинандо д'Авалос, Гулиелмо, 3-ти херцог на Мантуа и маркграф на Монферат, и съпруг на Елеонора Австрийска, Лудовико, херцог на Невер и Ретел и съпруг на Хенриета от Клев, и Федерико, кардинал.

## Брак и потомство
∞ 1530 за Карло Гонзага (* 26 декември 1523, † 13 юни 1555, Гацуоло), кондотиер, маркиз на Гацуоло и съгосподар на Сан Мартино дал'Арджине (1529 – 1555), Дозоло, Комесаджо и Помпонеско, от когото има седем сина и три дъщери:
- Пиро II Гонзага (* 3 май 1540, Сан Мартино дал'Арджине, † 15 юни 1592 пак там), принц на Боцоло (1591), ∞ за Франческа Гуериери, дъщеря на граф Тулио Гуериери, от която има син и дъщеря;
- Шипионе Гонзага (* 11 ноември 1542, Мантуа, † 11 януари 1592, Сан Мартино дал'Арджине), кардинал
- Франческо (Анибале) Гонзага (* 1546, † 1620), епископ, францисканец
- Алфонсо Гонзага (* 1549, Сан Мартино дал'Арджине, † септември 1569, Тур), кондотиер
- Феранте Гонзага (* 1550, Сан Мартино дал'Арджине; † 11 февруари 1605, пак там), маркиз на Гацуоло, ∞ 1593 за Изабела Гонзага ди Новелара (* 1576, † 1630), дъщеря на маркграф Алфонсо I Гонзага от Новелара и на съпругата му Витория ди Джиантомазо да Капуа, от която има 7 сина и 1 дъщеря;
- Джулио Чезаре Гонзага (* 1552, Сан Мартино дал'Арджине, † 23 юни 1609, Боцоло), принц на Боцоло, ∞ 1587 за Фламиния Колона (* 1570, † 9 април 1633, Рим), от която няма деца;
- Поликсена Гонзага, ∞ за Феранте де Роси (* ок. 1545, † 1618), маркиз на Сан Секондо, от когото има 2 сина и 4 дъщери;
- Джулио Чезаре Гонзага († млад)
- Камила Гонзага, ∞ за Сфорца д'Апиано д'Арагона († сл. 1576), син на Феранте Апиано и Емилия Орсини, от когото има 10 сина и 2 дъщери
- Лаура Гонзага, бенедиктинска монахиня

Синовете са поверени от умиращия им баща на попечителството на Емилия, на кардинал Ерколе Гонзага и на Веспасиано I Гонзага, господар на Сабионета.